# Roger Courtois
Roger Courtois (30 de maig de 1912 - 5 de maig de 1972) fou un futbolista francès.

## Selecció de França
Va formar part de l'equip francès a la Copa del Món de 1934.